# RDS-6s
RDS-6s (RDS-6s Реактивный двигатель специальный, Reaktivnyi Dvigatel Specialnyi ; « engin à fusée spécial »), nommé Joe 4 par les Américains, fut la première bombe A soviétique « enrichie », soit une bombe à fission dopée, mais pas une bombe H bien que l'explosion ait aussi incorporé la fusion d'éléments légers.
Elle fut testée le 12 août 1953 sur le polygone nucléaire de Semipalatinsk au Kazakhstan.

## Caractéristiques
Dans ce type d'engin, on rajoute pour l'« enrichir » (en améliorer la puissance en la dopant) un mélange gazeux[réf. souhaitée] d'isotopes hydrogène, du deutérium et du tritium, en couches. L'apport de l'hydrogène permet de fissionner plus efficacement le plutonium et d'augmenter la puissance de la bombe, de 2,5 à 5 fois. Ou vu autrement, de diviser par deux la masse de plutonium nécessaire (sans aller au-dessous du minimum de la masse critique).
Étant construite comme une bombe à un étage, elle ne peut être pleinement définie comme une bombe H.
L'explosion de cette bombe a été équivalent à 400 kt de TNT. Les bombes H à étages dépassent la mégatonne.

### Développement ultérieur: la bombe H
Le premier essai soviétique d'une « vraie » bombe à hydrogène, portant le nom de code RDS-37, a eu lieu le 22 novembre 1955 sous la direction de Nikolai Boulganine (sous l'influence de Nikita Khrouchtchev). Tous se trouvaient sur le site d'essai de Semipalatinsk, RSS du Kazakhstan. Tout comme le RDS-6, il s’agissait d’une arme à sec, utilisant du deutérure de lithium 6 au lieu de deutérium liquide.